# Radosław Kot
Radosław Kot (ur. 9 listopada 1961 w Poznaniu) – polski tłumacz, związany z poznańskimi wydawnictwami CIA-Books, Amber i Rebis, dziennikarz i redaktor.

## Życiorys
Doktoryzował się na Wydziale Nauk Społecznych (socjologia) Uniwersytetu im. Adama Mickiewicza w Poznaniu. Zarówno pracę magisterską, jak i doktorat (Społeczno-filozoficzne wątki w literaturze utopijnej XX wieku) napisał w oparciu o literaturę science-fiction. Od 1980 roku zajmuje się publicystyką na temat science-fiction. Był współzałożycielem (razem z Jarosławem Kotarskim i poznańskim przedsiębiorcą Przemysławem Ilukowiczem) i redaktorem powstałego w sierpniu 1989 wydawnictwa CIA-Books.
Od 1987 do rozwiązania klubu był członkiem Klubu Miłośników Fantastyki Orbita, a od 2012 należy do klubu Druga Era.
Część utworów tłumaczył wspólnie z Jarosławem Kotarskim.

## Tłumaczenia
- Brian Aldiss, Superpaństwo, 2012 Vis-a-Vis/Etiuda
- Kevin J. Anderson, Opowieści łowców nagród, 2001 Amber
- Taylor Anderson, Malstrom, 2012 Rebis
- Taylor Anderson, W oku cyklonu, 2011 Rebis
- John Birmingham, Ostateczny cel, 2008 Rebis
- John Birmingham, Wybór broni, 2006 Rebis
- John Birmingham, Wybór celów, 2007 Rebis
- James P. Blaylock(inne języki), Znikający karzeł (z Moniką Olkowską), 1996 Amber
- James Blish, Kwestia sumienia, 1992 CIA-Books/Svaro
- Damien Broderick, Czarny Graal (z Danutą Korziuk), 1990 Express Books
- Chris Bunch, Allan Cole, Imperium Tysiąca Słońc (z Rafałem Surowcem), 1997 Amber
- Chris Bunch, Allan Cole, Koniec imperium, 1998 Amber
- Chris Bunch, Allan Cole, Powrót imperatora, 1998 Amber
- Chris Bunch, Allan Cole, Światy wilka, 1996 Amber
- Chris Bunch, Allan Cole, Zemsta przeklętych, 1997 Amber
- Chris Bunch, Impet burzy, 2004 Rebis
- Chris Bunch, Maska ognia, 2004 Rebis
- Chris Bunch, Ostatni legion, 2003 Rebis
- Chris Bunch, Piekielny ogar, 2012 Rebis
- Chris Bunch, Piętno czasu, 2005 Rebis
- Chris Bunch, Podłe światy, 2011 Rebis
- Chris Bunch, Podwójna gra, 2011 Rebis
- Chris Bunch, Star Risk, Sp. z o.o., 2010 Rebis
- Jonathan Carroll, Drewniane morze, 2000 Rebis
- Arthur C. Clarke, 3001: Odyseja kosmiczna, 1997 Amber, 2009 Vis-a-Vis/Etiuda
- Arthur C. Clarke, Duch Wielkiej Ławicy, 2011, Vis-a-Vis/Etiuda
- Arthur C. Clarke, Fontanny raju, 1996 Amber, 2010 Vis-a-Vis/Etiuda
- Arthur C. Clarke, Odyseja kosmiczna 2001, 2022 Rebis
- Philip K. Dick, Na terenie Miltona Lumky’ego, 2001 Rebis
- Gordon R. Dickson, Święty smok i Jerzy (z Jarosławem Kotarskim), 1997 Rebis
- David Farland(inne języki) (Dave Wolverton), cykl Władcy runów(inne języki):
  - Suma wszystkich ludzi(inne języki), 2000 Rebis
  - Wilcze bractwo(inne języki), 2001 Rebis
  - Uczennica czarnoksiężnika, 2002 Rebis
  - Kościelisko, 2003 Rebis
  - Synowie dębu(inne języki), 2008 Rebis
  - Światy cienia, 2009 Rebis
- Alan Dean Foster, Krzywe zwierciadło, 1997 Amber
- Alan Dean Foster Sojusznicy, 1996 Amber
- Harry Harrison, Absolwenci, (z Jarosławem Kotarskim), 1998 Rebis
- Harry Harrison, Galaktyczne sny (z Jarosławem Kotarskim), 1997 Rebis
- Harry Harrison, Kosmiczne szczury  (z Jarosławem Kotarskim), 1996 Rebis
- Harry Harrison, Krok od Ziemi (z Jarosławem Kotarskim), 1999 Rebis
- Harry Harrison, Przestrzeni! Przestrzeni!, 1990 CIA-Books/Svaro
- Harry Harrison, Tunel transatlantycki. Nareszcie!, 1997 Rebis
- Harry Harrison, Złote lata Stalowego Szczura, (z Jarosławem Kotarskim), 1994 Amber
- Harry Harrison, Leon Stover, Stonehenge. Zagłada Atlantydy, 1997 Rebis
- Michael P. Kube-McDowell, Przed burzą, (I tom cyklu: Kryzys Czarnej Floty, uniwersum Gwiezdnych wojen) 1999 Amber
- Michael P. Kube-McDowell, Tarcza kłamstw, (II tom cyklu: Kryzys Czarnej Floty) 1999 Amber
- Ursula K. Le Guin, Otwarte przestworza i inne opowiadania, 2001 Rebis
- Ursula K. Le Guin, Ważka w: Legendy, 1999 Rebis
- Adrienne Martine-Barnes, Ognisty miecz, 1991 CIA-Books/Svaro
- Graham Masterton, Wojownicy nocy, 1991 Amber, 2003 Rebis
- Michael Moorcock, …i ujrzeli człowieka, 1992, CIA-Books/Svaro
- Michael Moorcock, Gloriana, 1994 Amber
- Michael Moorcock, Kawaler Mieczy (cykl Corum), 1989 Pomorze, 1993 Amber
- Michael Moorcock, Król Mieczy (cykl Corum), 1993 Amber
- Michael Moorcock, Perłowa forteca (Saga o Elryku z Melniboné), 1994 Amber
- Michael Moorcock, Śniące miasto (Saga o Elryku z Melniboné), 1994 Amber
- Michael Moorcock, Zemsta Róży (Saga o Elryku z Melniboné), 1995 Amber
- J.R.R. Tolkien, Księga zaginionych opowieści, 1998 Amber
- J.R.R. Tolkien, Niedokończone opowieści, 1995 Amber
- Kathy Tyers, Gwiezdne wojny: Pakt na Bakurze, 1995 Amber
- Chelsea Quinn Yarbro, Hotel Transylvania, 1990 Versus, 2009 Rebis
- Chelsea Quinn Yarbro, Krwawe igrzyska, 2010 Rebis
- Chelsea Quinn Yarbro, Pałac, 1996 Amber, 2009 Rebis
- Ian Watson, Poeta i namiętności, 1994 Amber
- Ian Watson, Proklamatorzy, 1994 Amber
- David Weber i Steve White, Krucjata, 2011 Rebis
- David Weber, Piękna przyjaźń, 2012 Rebis
- James White, cykl Szpital kosmiczny:
  - Gwiezdny chirurg, 2002 Rebis
  - Gwiezdny terapeuta, 2004 Rebis
  - Galaktyczny smakosz, 2006 Rebis
  - Lekarz dnia sądu, 2005 Rebis
  - Ostateczna diagnoza, 2007 Rebis
  - Podwójny kontakt, 2009 Rebis
  - Sektor dwunasty, 2003 Rebis
  - Stan zagrożenia, 2004 Rebis
  - Statek szpitalny, 2003 Rebis
  - Szlifierz umysłów, 2008 Rebis
  - Trudna operacja , 2002 Rebis